# ハイイログマ
ハイイログマ（灰色熊、学名 Ursus arctos horribilis）は、北アメリカに生息するクマ科の大型動物で、ヒグマの一亜種である。日本に生息するエゾヒグマ（U. a. yesoensis）とは近縁である。

## 解説
別名アメリカヒグマ。また、日本でも同名の映画が公開されて以降、グリズリー（Grizzly）という英名がよく知られている。北米では、内陸に棲む同種をグリズリー、沿岸に棲む同種をヒグマ (Brown Bear) と呼ぶことが多いが、実際のところ、ヒグマと区別する明確な基準はない。
古い時代の区別方法としては「爪が細長く、普通に歩いていて地面に跡が残るほどのものがグリズリー、そうでないものがヒグマ。」や「体毛の先端部が白っぽいものがグリズリー、そうでないのがヒグマ。」というような区分がされていたが、この時点でもアラスカの南部の海岸線や島にいるシトカグマが、外見にグリズリーとアラスカヒグマのどっちとも言えない特徴があるとされていたなど、曖昧な点があった 。
亜種小名「horribilis」は「恐ろしい」という意味である。
なお、ゲノムの解析により、絶滅種のホラアナグマと異種交配しており、現生のハイイログマにもホラアナグマの遺伝子を持つ個体が存在する事が判明した。　

### 生態
最大級の個体は体重が450キログラム以上に達するが、平均的な大きさは日本のヒグマとあまり変わらない。走行速度は、雌のハイイログマが瞬間的に時速48キロメートルを計測した事があり（雌は雄よりも速い）、泳ぎも得意とする。木登りについては若い個体は得意とするが、成獣は体重が増加するためほとんど登らなくなる。
絶滅したカリフォルニアハイイログマは平均で今のグリズリーの最大級ぐらいの大きさだった。かつては北アメリカ大陸西部に幅広く生息していたが、開発に伴って生息域が減少し、現在の分布はアラスカ州、アメリカ合衆国北西部、カナダ西部に限られている。
季節によってヘラジカ、トナカイやアメリカアカシカ、アメリカバイソン、オオツノヒツジ、ドールシープ、シロイワヤギ等の草食獣やその死体、サケ、マス、バス等の魚類、松の実やベリー等の植物や昆虫など何でも食べる雑食性である。アメリカクロクマを捕食することがあり、オオカミやピューマから獲物を奪うこともある。天敵と言えるものは存在しないが、通常ヘラジカやアメリカアカシカやアメリカバイソンの健康な成獣を狩ることは無く、それらやイノシシや家畜などの大型草食動物の反抗によって死亡する例もある。
カリフォルニアやスペインなどでは、娯楽としてヒグマと雄牛を戦わせる見せ物が19世紀まで盛んであった。この需要が、カリフォルニアハイイログマの絶滅の一因になったともされる。

## ハイイログマの保護

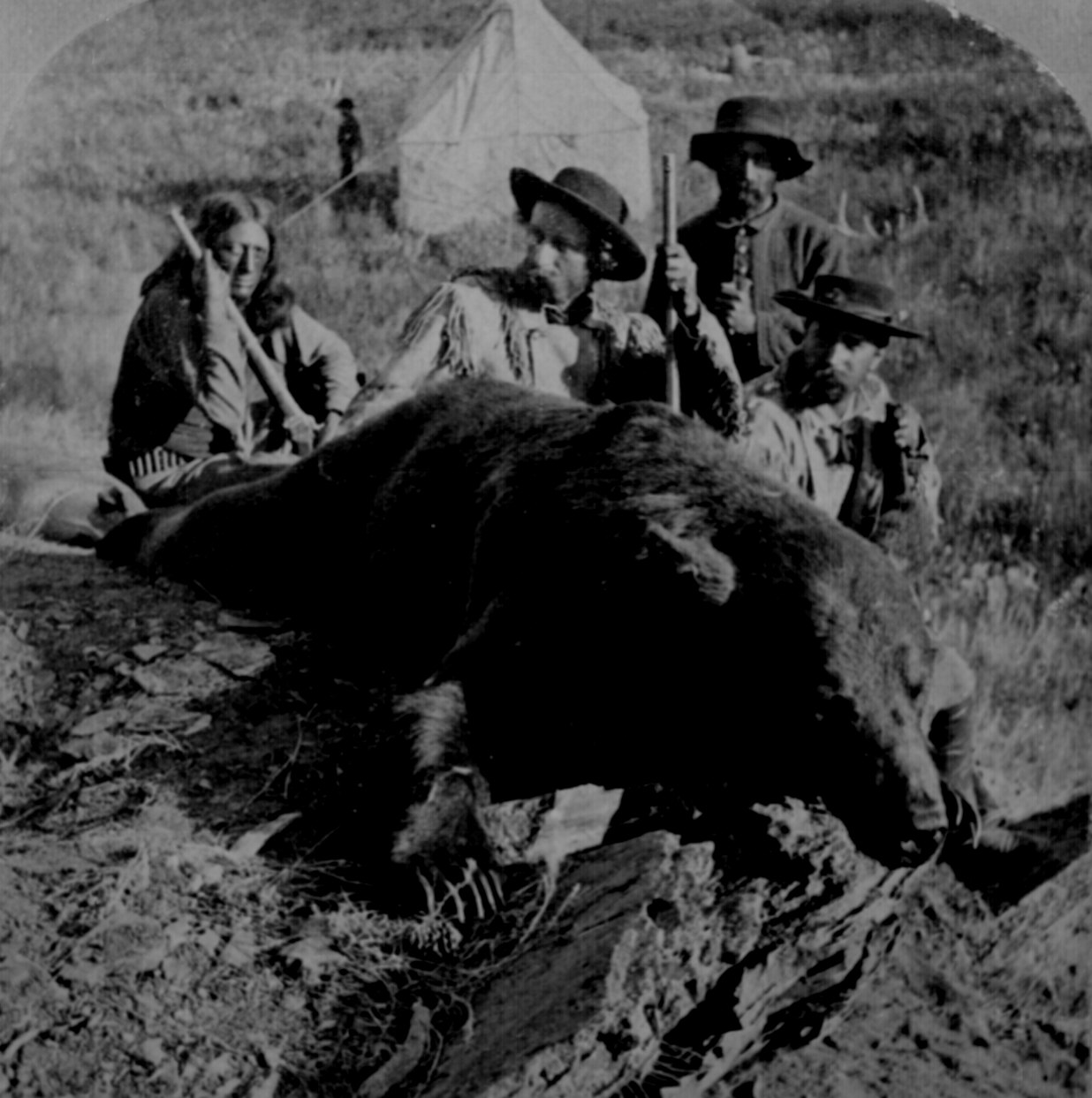
駆除されたハイイログマ。中央は、カスター中佐。左はカスターの片腕、アリカラ族のブラッディ・ナイフ（1876年撮影）

亜種全体としては、アメリカ合衆国では「絶滅危惧」（"Threatened"）、カナダでは「特別懸念」（"special concern"）に指定されている。米国では現在この他に、複数の個体群を絶滅危惧特別個体群（"Threatened Distinct Population Segments"）に指定するよう要請がなされている。
2006年1月にアメリカ合衆国内務省の魚類野生生物局がモンタナ州とワイオミング州にまたがる大イエローストーン生態系に生息する個体群の絶滅危機種指定の解除を提案した。多くの生態学者が実質的個体群の大きさが長期間にわたる存続には不十分なこと、主要な食料資源の確保が将来危ぶまれること、乱獲からの保護が保証されないこと、などの理由で反対を表明したにもかかわらず、2007年3月22日に同個体群は指定を解除された。現在天然資源防護協議会をはじめとする複数の自然保護団体が、内務省の決定は科学的根拠よりも政治的な理由によるものなので撤回されるべきと主張し、米国政府を相手取り訴訟を起こしている。

## 人との関わり
北米の西部開拓の歴史は、ハイイログマの生息域への開拓の歴史でもあり、人との接触にまつわる逸話は多く知られており、日本ではシートンの著書を通して知られるものが多い。
「ハイイログマ（グリズリー）」という呼称は見たまま「灰色の（クマ）」という意味で、この呼称自体は古くからあるが、これを1つのグループとされたきっかけは、1805年イエローストーン川合流地点より先で、開拓者たちによる探検隊が既知のアメリカクロクマと明らかに違う「白っぽい（黄色みがかった茶色）クマ」を見つけ、さらに先住民の村でクマの分類を聞いた際その白っぽい熊を含む「ホーホスト（Hohost）」と別種の「ヤッカー（Yackkah）」という名前を上げられ、「両者とも様々な毛色をしているが、毛先に白か霜降り状の灰色のものがホーホスト、ホーホストは爪が細長く長く木に登らない。ヤッカーはホーホストより小さく、爪が曲がっていて木によく登る」という話を受けており、これらから「白っぽいクマ」と既知のアメリカグマが明らかに違うことからこれを報告し、フィラデルフィアのジョージ・オードが「Ursus horribilis」とユーラシアのヒグマと同属の新種とした、なお「グリズリー（Grizzly）」 とは前述のように「灰色の」という意味だが「grisly（ぞっとする）」という同音の言葉が後で当てられ、シートンによるとこちらが学名の「horribilis（恐ろしい）」の由来となっているとされる
開拓時代には北アメリカ大陸の西部に広く分布していたが、その後駆除や狩猟で減少が続き、1922年時点でアメリカ合衆国本土ではほぼ絶滅（ワイオミング・モンタナ・コロラドの3州に800頭ほど残存）で、カナダとアラスカでは分布は縮小したもののまだ比較的良好な状況だった。
生け捕りにしたハイイログマを、見世物として他の動物と戦わせることも盛んに行われており、闘牛用の雄牛と闘わされたりライオンと闘わされたりしたハイイログマの記録も残っている。
アメリカ合衆国の絶滅の危機に瀕する種の保存に関する法律をはじめとする保護法の発効以来ハイイログマの個体群数は回復の傾向にあるが、放牧業を営む畜農家との軋轢、拡大する住宅地、イエローストーン国立公園などでの観光客との接触、交通事故など、人とハイイログマとの共存は容易ではない。住宅地の近くに棲む個体はゴミを漁ることもあり、環境問題になっている。

## その他
NBAのメンフィス・グリズリーズや有名なグリズリー・アダムスなど、グリズリーの名で日本に知られているものも多い。

## 画像

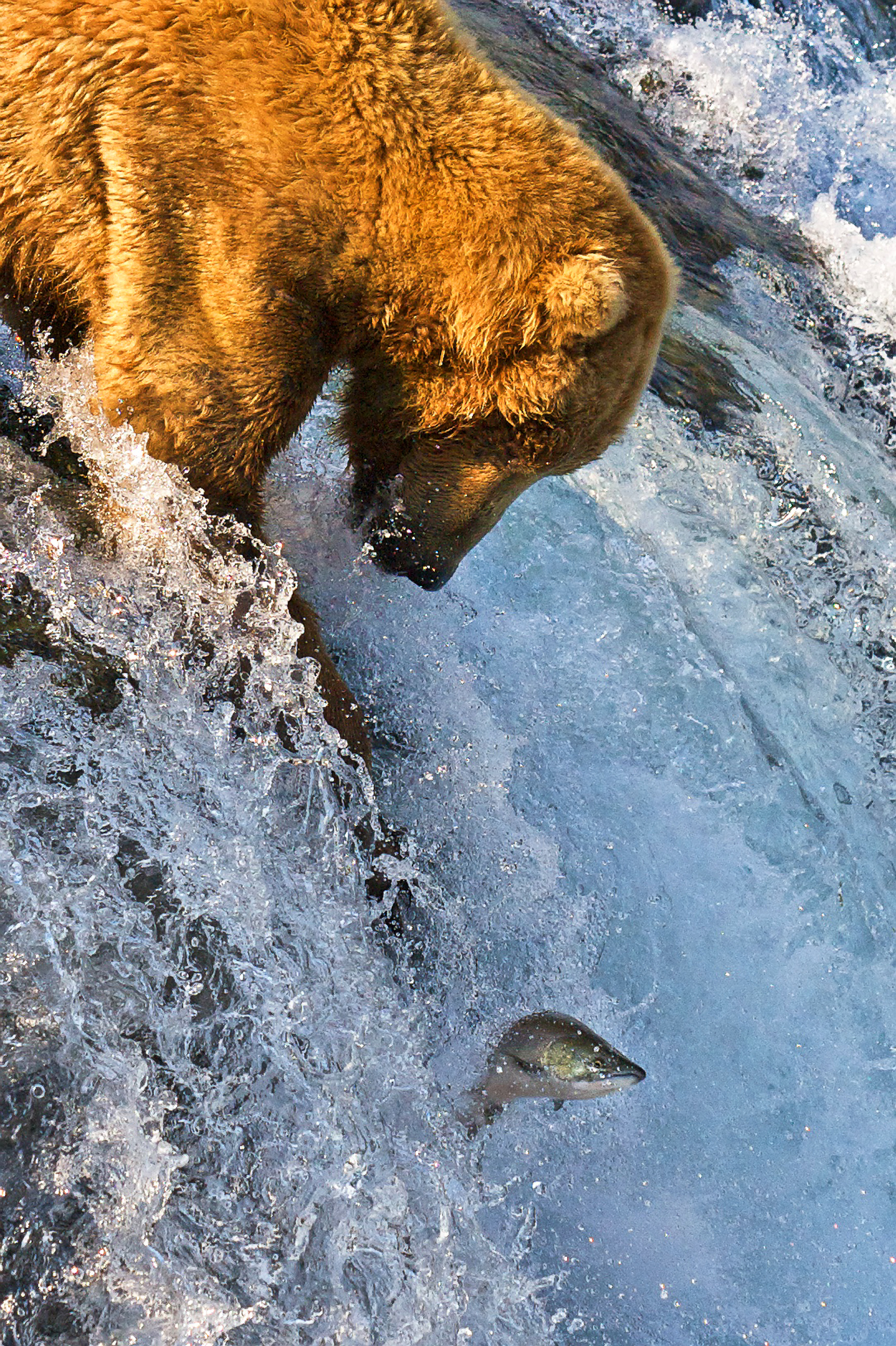
遡上してくる鮭を狙うハイイログマ
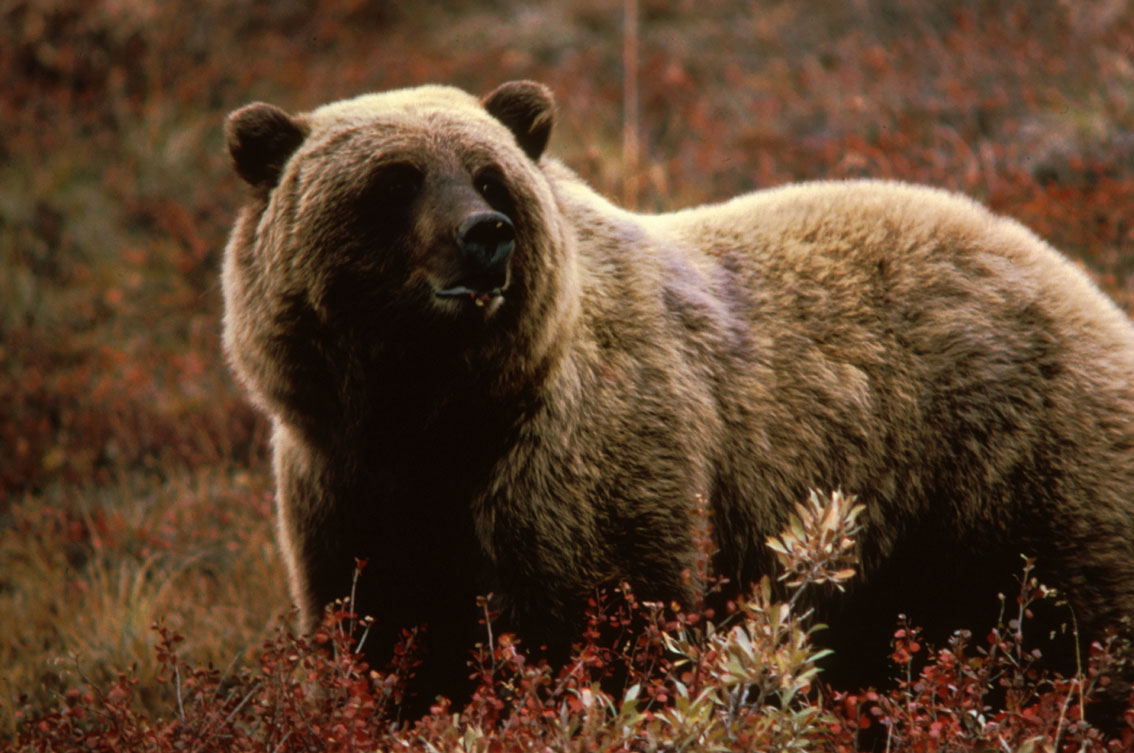
周囲を見回すハイイログマ
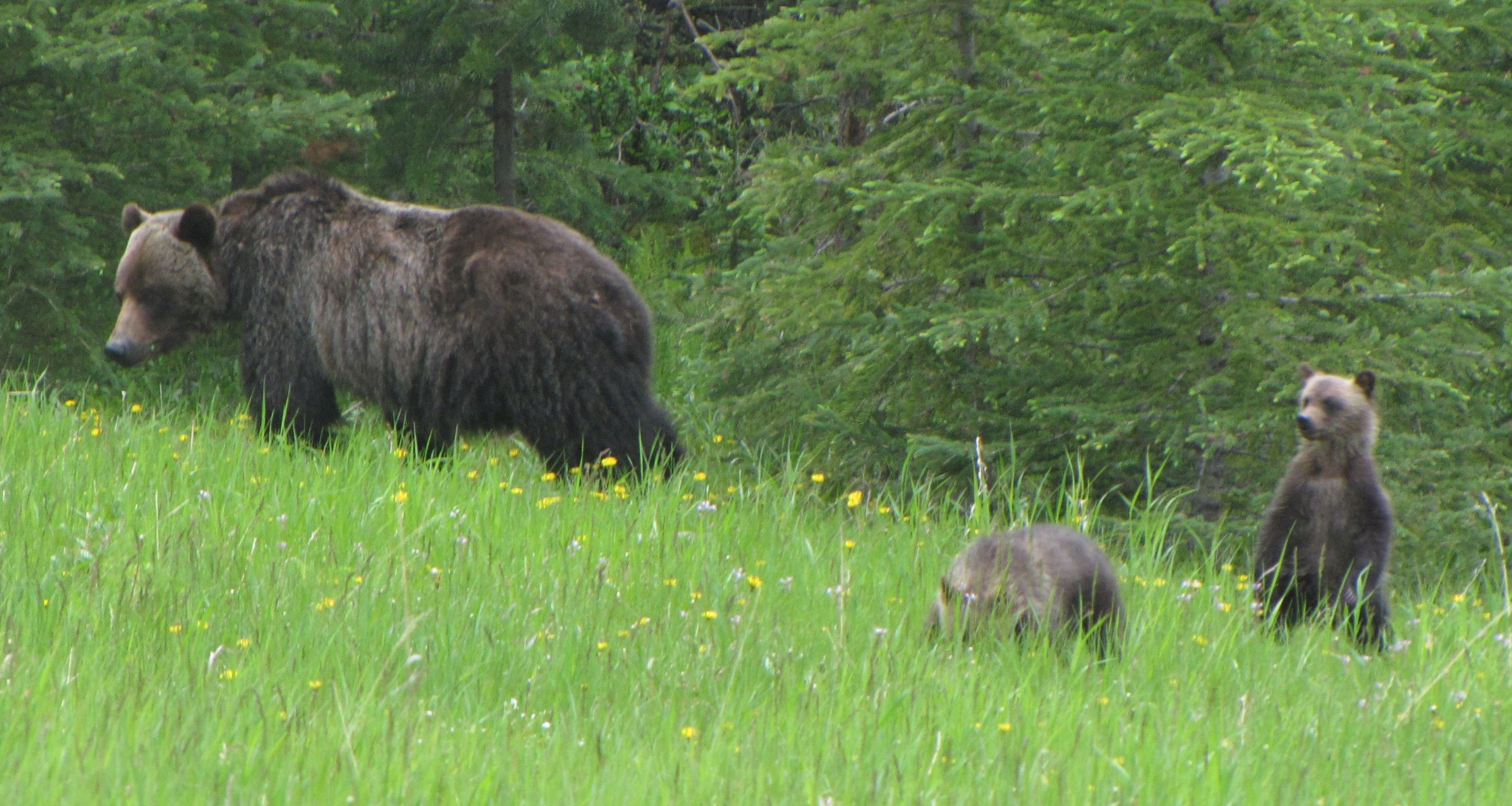
母熊と2頭の子熊
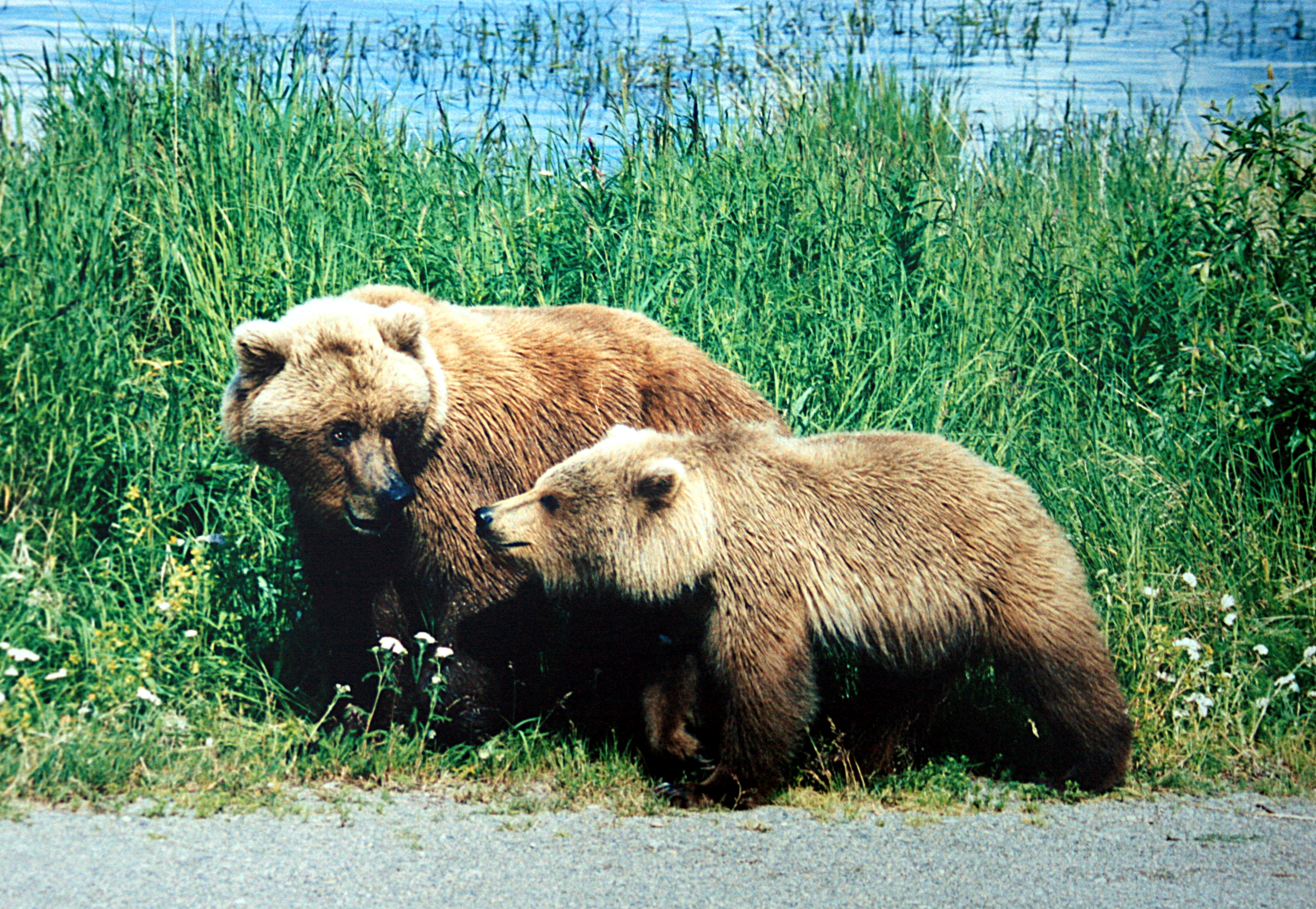
母熊と、成長した子熊
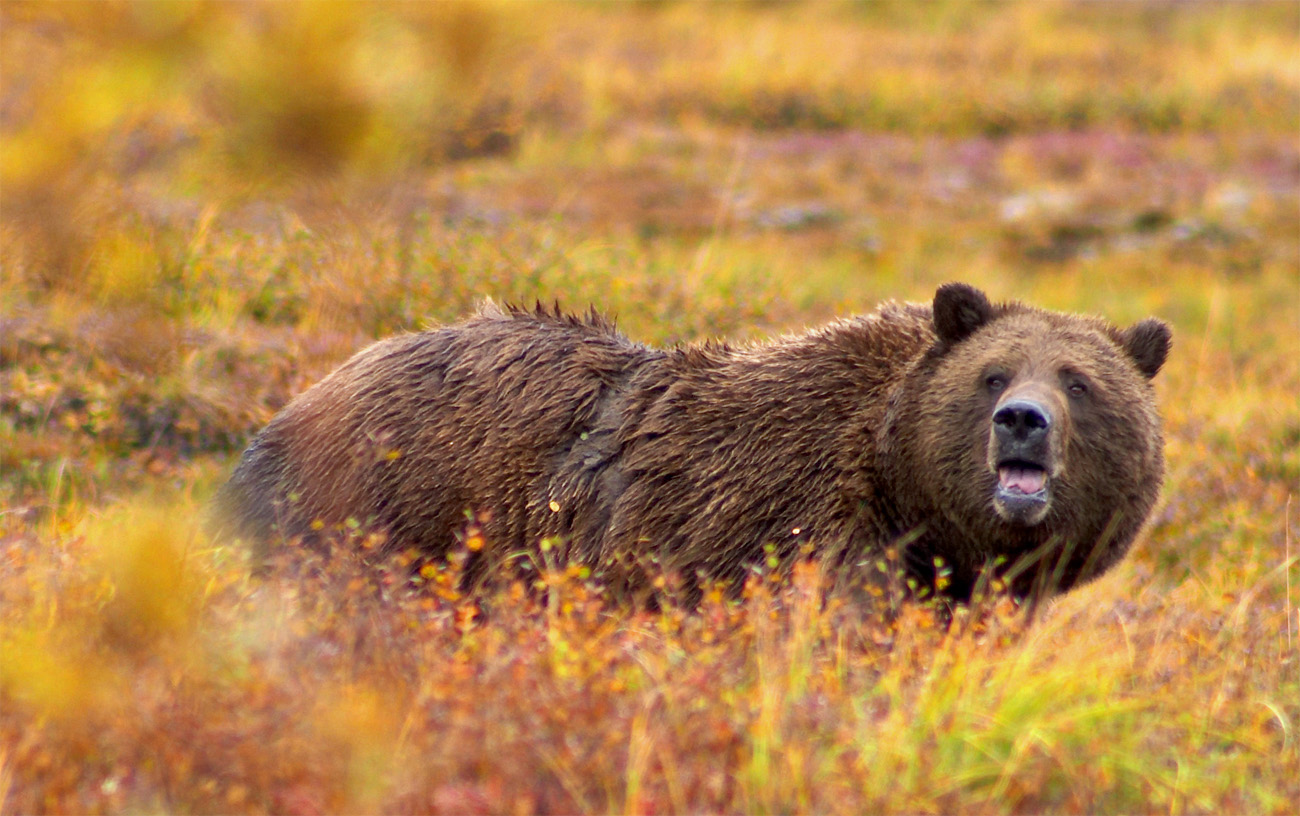
デナリ国立公園にて撮影
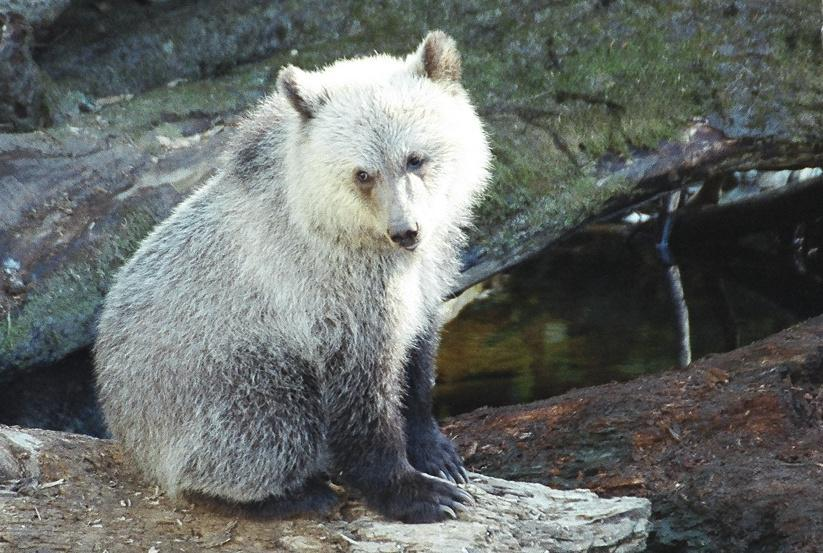
子熊
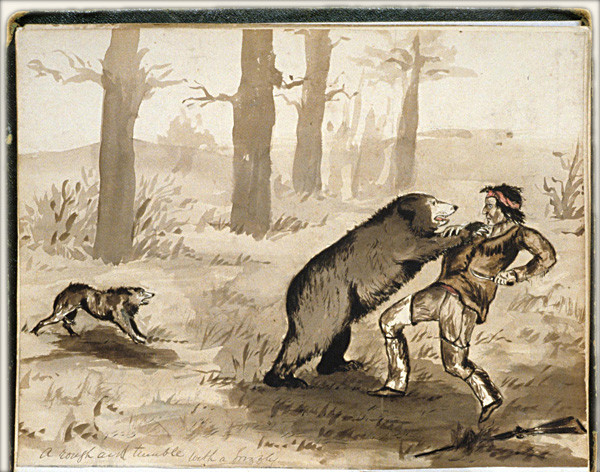
ハイイログマに襲われる人間を描いた絵
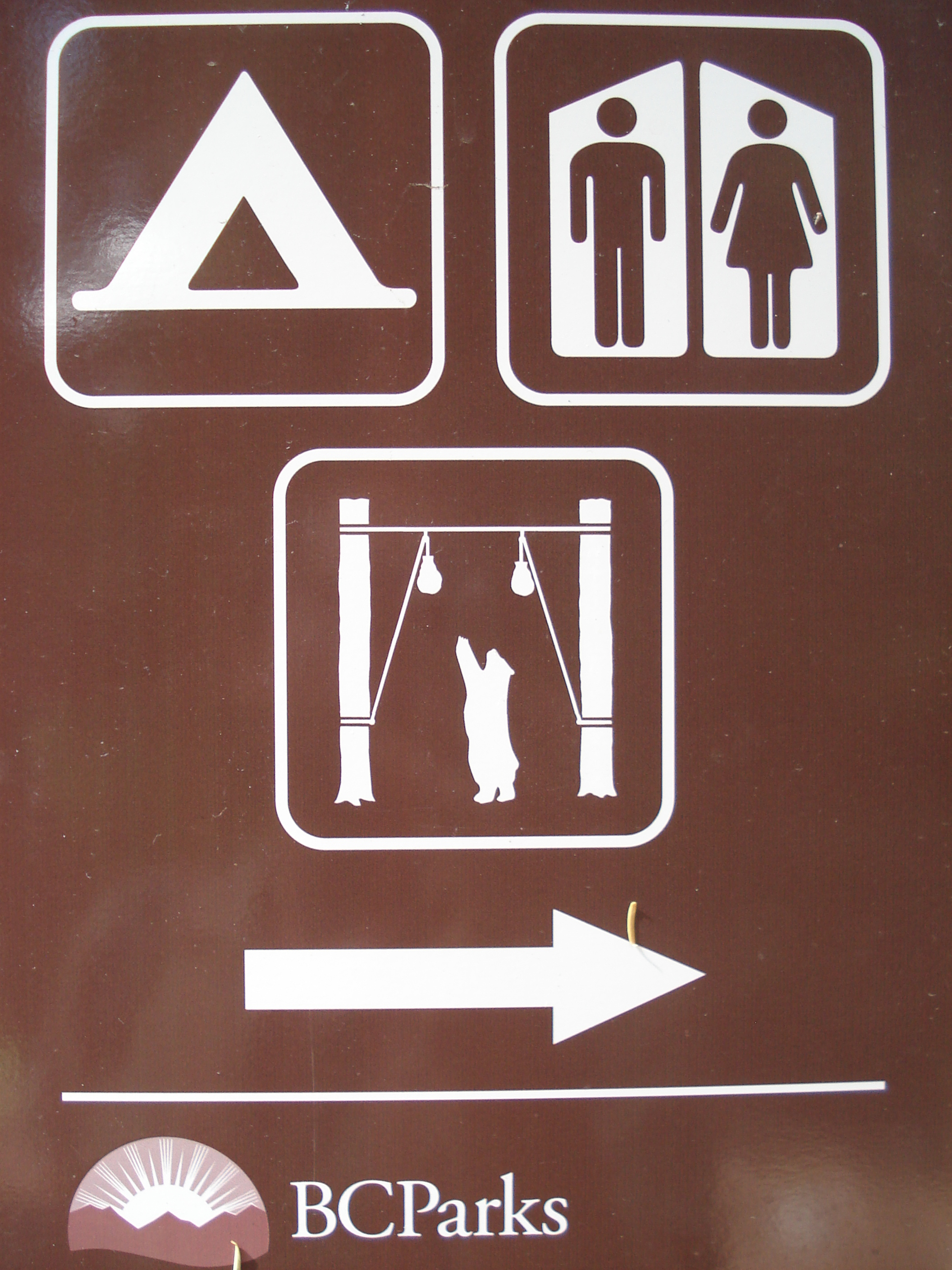
ハイイログマが出没するため、食べ物やゴミなどを放置しないよう警告する看板